# Philodromus pawani
Philodromus pawani är en spindelart som beskrevs av Gajbe 2005. Philodromus pawani ingår i släktet Philodromus och familjen snabblöparspindlar. Inga underarter finns listade i Catalogue of Life.